# Најдража деца драгих родитеља
„Најдража деца драгих родитеља” је југословенски ТВ филм из 1977. године. Режирао га је Милан Јелић који је написао и сценарио.

## Улоге
| Глумац                  | Улога |
| ----------------------- | ----- |
| Рахела Ферари           |       |
| Никола Милић            |       |
| Ташко Начић             |       |
| Божидар Павићевић Лонга |       |
| Јелисавета Сека Саблић  |       |
| Боро Стјепановић        |       |